# Хэш (блюдо)
Хэш (англ. Hash) — популярное блюдо, состоящее из измельчённого мяса, картофеля и лука, обжаренных на сковороде. Название происходит от фр. hacher, что означает «нарезать». Блюдо возникло как способ использовать мясные остатки. К 1860-м годам в США оно стало ассоциироваться с дешёвыми ресторанами, которые были известны как «хэш-хаусы» или «хэшерии».
Хэш из консервированной солонины получил распространение в Великобритании, Франции и США во время и после Второй мировой войны, поскольку нормирование ограничивало доступность свежего мяса. Хэш можно готовить с чем угодно: например, с бараниной, рыбой, олениной, индейкой, курицей, креветками, стейком либо же другим мясом, но наиболее популярны солонина и жареная говядина.